# Michael Lochner
Michael Lochner (* 1952 in Schwarzenbach an der Saale) ist ein deutscher evangelischer Kirchenmusiker und Organist. Er war Landeskirchenmusikdirektor der Evangelisch-Lutherischen Kirche in Bayern.

## Leben und Beruf
Michael Lochner entstammt einer musikliebenden evangelischen Kaufmannsfamilie. Er wuchs in Hof, Bayreuth und Nürnberg auf. Ab 1969 studierte er am Nürnberger Konservatorium (heute Hochschule für Musik) bei Hans-Dieter Bauer (Klavier), Rudolf Zartner (Orgel), Gottfried Müller (Musiktheorie), sowie Musikpädagogik für das Lehramt an Realschulen. Zudem wirkte er als nebenamtlicher Organist, Chorleiter und Korrepetitor in Nürnberg und als Klavierlehrer beim Windsbacher Knabenchor. 1973 gewann er den Musikförderpreis des Nürnberger Verlegers Joseph E. Drexel. Danach leistete er Grundwehrdienst bei der Gebirgsjägerbrigade 23 in Mittenwald und übernahm die dortige nebenamtliche evangelische Kirchenmusikstelle. Hier entschied er sich für die Kirchenmusik als Beruf.
1975 begann Michael Lochner das Studium der evangelischen Kirchenmusik an der Münchener Hochschule für Musik und Theater, u. a. bei Hedwig Bilgram und Diethard Hellmann. Nach dem Abschluss des A-Examens 1979 wurde er Dekanatskantor für die Region Weilheim-Süd, dazu beauftragt mit der Förderung der evangelischen Kirchenmusik in den bayerischen Fremdenverkehrsorten. Neben Konzertreisen und Rundfunkaufnahmen als Organist leitete er die Orchester der Musikschule Garmisch-Partenkirchen. 1983 wechselte er als Stadt- und Dekanatskantor nach Bad Kissingen. 1984 ernannte ihn der Landeskirchenrat zum Kirchenmusikdirektor.
1991 wurde Michael Lochner als Landeskirchenmusikdirektor der Evangelisch-Lutherischen Kirche in Bayern im Teildienst nach München berufen, mit der Fachaufsicht über die Kirchenmusik in Südbayern. Zugleich wirkte er als Kantor in der Münchener Citykirche St. Lukas, gründete den Lukas-Chor e.V. und führte mit Mitgliedern der Münchener Orchester regelmäßig Kantaten, Oratorien und Werke moderner geistlicher Musik auf. 1999 beendete er diese Tätigkeit und widmete sich wieder dem Orgelspiel. 
Von 2001 bis 2014 lehrte Michael Lochner nebenberuflich Hymnologie, Liturgik und Kirchenmusikgeschichte an der Hochschule für Musik und Theater München. 2005 wurde er Landeskirchenmusikdirektor im Volldienst für die gesamte bayerische Landeskirche, danach Honorarprofessor der Hochschule für evangelische Kirchenmusik in Bayreuth. Unter seiner Federführung entstanden zahlreiche Publikationen: Notenbücher für das kirchliche Singen und Orgelspiel, Dokumentationen, Internetauftritte, Ausbildungs- und Prüfungsordnungen und sonstige Rechtsvorschriften zur Kirchenmusik. Michael Lochners Hauptaugenmerk in den letzten Dienstjahren galt der Festigung der evangelischen Kirchenmusik in Bayern und der Aufwertung des Kantorenamtes in der Kirche. Am 27. Januar 2017 wurde er in St. Lukas in München in den Ruhestand verabschiedet. Sein Nachfolger ist Ulrich Knörr.
Von 2017 bis 2021 war Michael Lochner 1. Vorsitzender des Arbeitskreises für evangelische Kirchenmusik (AEK) / Freundeskreis der Hochschule für evangelische Kirchenmusik Bayreuth e.V. Er verzichtete auf eine weitere Kandidatur. Sein Nachfolger ist der Bayreuther Hochschulprofessor Thomas Albus. 
Michael Lochner lebt seit 2010 in Benediktbeuern (Oberbayern). Als Mitglied der evangelischen Kirchengemeinde Kochel am See wirkt er dort gelegentlich in Gottesdiensten mit.